# Virginie Brémont
Virginie Brémont (Calais, 16 luglio 1989) è una cestista francese.